# Krwawnik pannoński
Krwawnik pannoński (Achillea pannonica Scheele) – gatunek rośliny z rodziny astrowatych. Występuje w Europie środkowej i południowo-wschodniej oraz w Azji Mniejszej. W Polsce rozpowszechniony z wyjątkiem obszarów górskich i pogórzy, Mazowsza, Pomorza i Polski północno-wschodniej. We wschodniej Polsce jest najbardziej rozpowszechnionym gatunkiem krwawnika.

## Morfologia

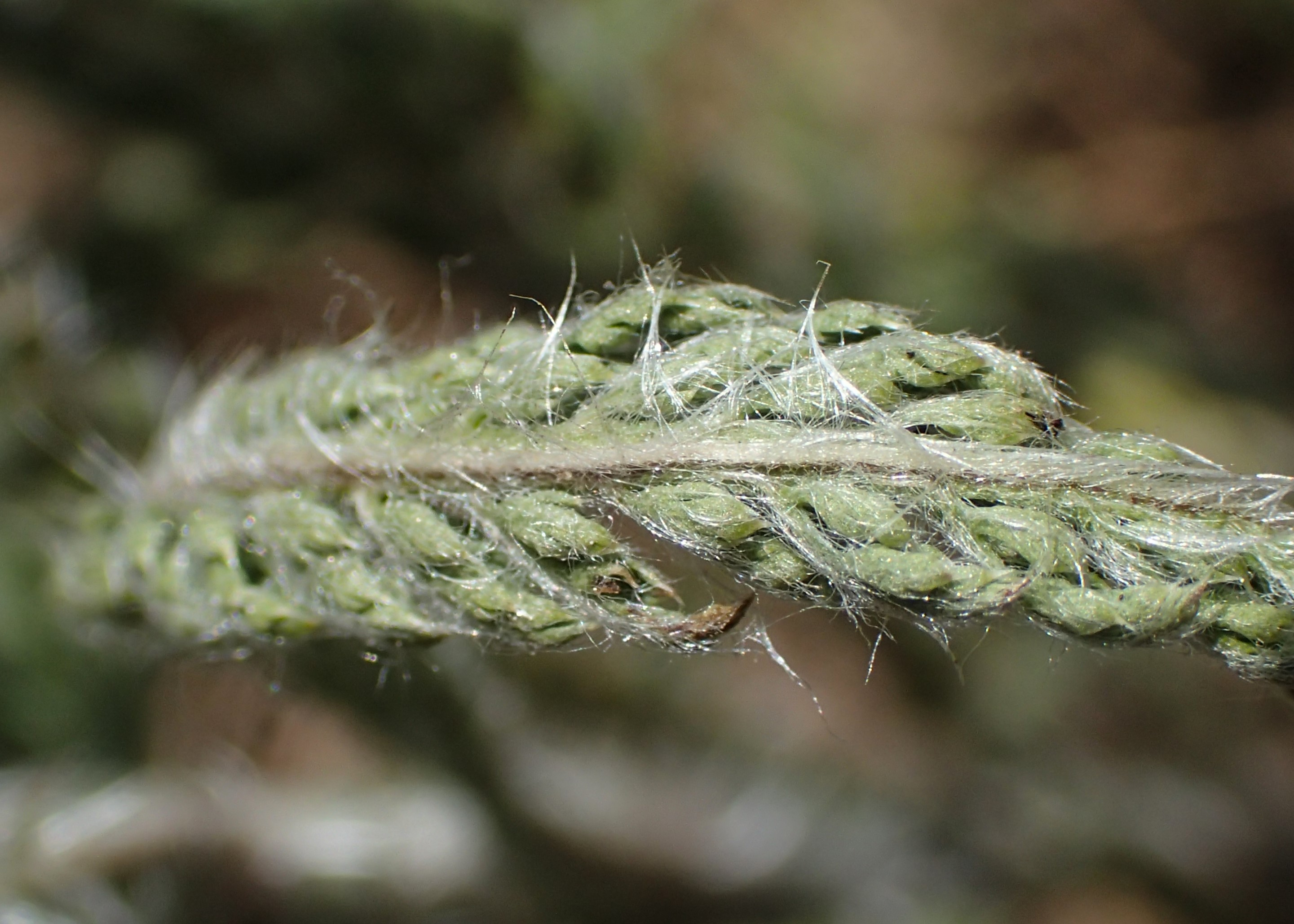
Kosmato owłosiony liść

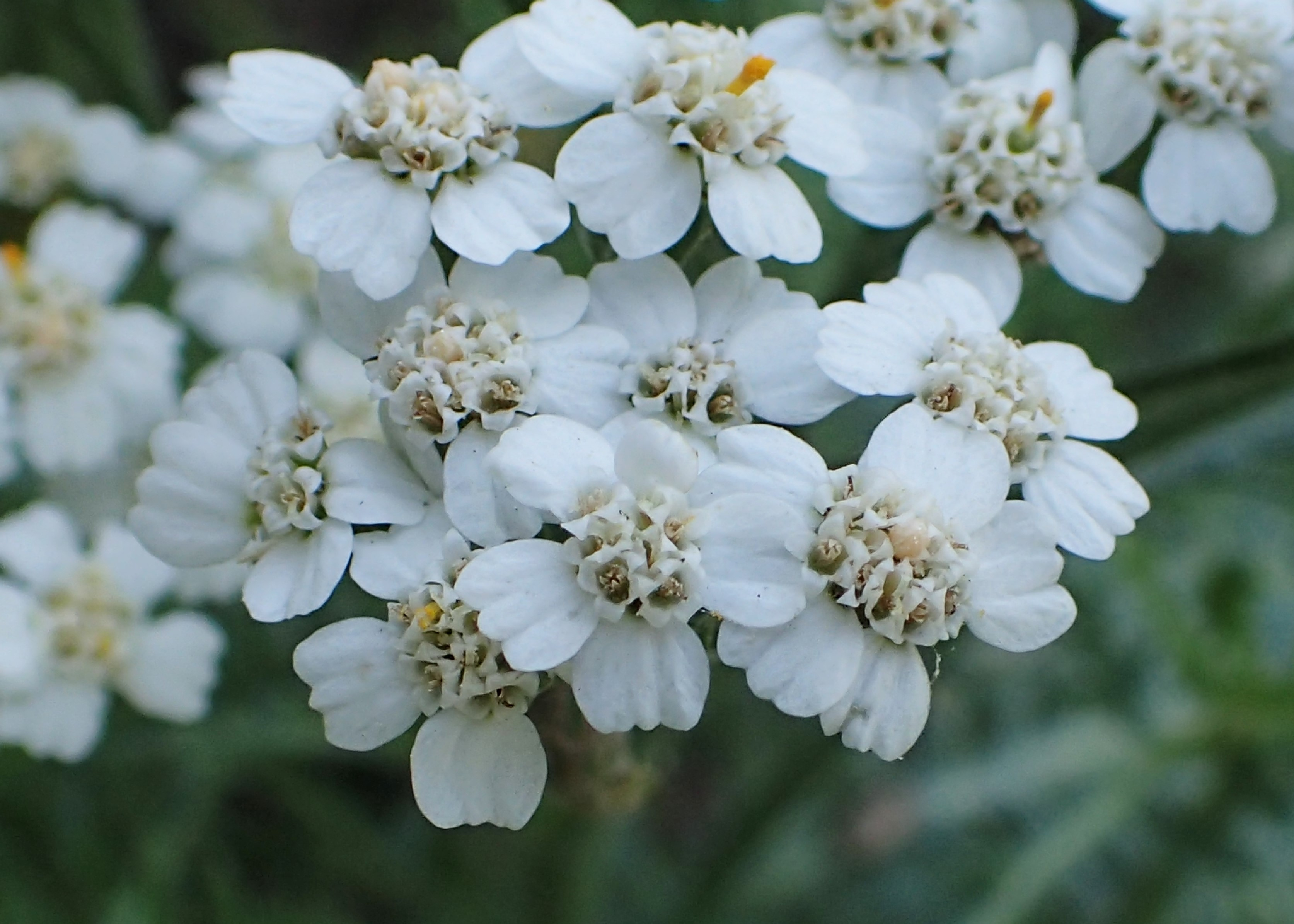
Koszyczki

PokrójRoślina zielna gęsto owłosiona. Włoski żółtawosiwe, zarówno przylegające jedwabiście jak i kosmato, kutnerowato odstające. Pędy nadziemne i rozłogi wyrastają z długiego, poziomego kłącza. Łodygi są mocne, prosto wzniesione, osiągają do 70 cm wysokości.
LiścieRozmieszczone wzdłuż całej łodygi i często do niej przytulone, w zarysie równowąsko lancetowate, wełniście owłosione podobnie jak łodyga – włoski pokrywają odcinki liści i odstępy między nimi. Blaszka osiąga do 12 mm szerokości i jest 2–3-krotnie pierzastodzielna. Odcinki nie są szczeciniasto cienkie, zakończone są chrząstkowatym ostrzem, odcinki drugiego rzędu są skupione w pęczki.
KwiatyZebrane w koszyczki tworzące kwiatostan złożony – podbaldach. Koszyczki zwykle gęsto ściśnięte i cały kwiatostan zwykle nie przekracza 5 cm średnicy, rzadko sięga do 9 cm. Koszyczki osiągają do 4 mm długości i 2 mm średnicy (nie licząc kwiatów języczkowych). Listki okrywy lancetowate, bladożółtawe, nie obrzeżone błoniasto lub z bardzo wąskim obrzeżeniem, na szczycie strzępiaste. Kwiaty brzeżne języczkowate w liczbie 5, białe lub żółtawobiałe, drobne, o języczku okrągławym. Kwiaty wewnętrzne rurkowate, obupłciowe.
OwoceSrebrzystoszare niełupki.
Gatunki podobneKrwawnik szczecinkolistny Achillea setacea także silnie owłosiony ma odcinki drugiego rzędu liści szczecinkowato cienkie, krótsze języczki kwiatów brzeżnych (do 1,5 mm) i krótsze listki okrywy osiągającej do 4 mm długości. Krwawnik pagórkowy Achillea collina jest słabiej owłosiony, szarozielony, włoski na brzegach odcinków liści są od nich krótsze.

## Biologia i ekologia
Bylina, hemikryptofit. Kwitnie od czerwca do sierpnia. Rośnie w słonecznych i suchych murawach oraz na przydrożach. W klasyfikacji zbiorowisk roślinnych gatunek charakterystyczny dla O. Festucetalia valesiacae.

## Zmienność
Tworzy mieszańce z krwawnikiem pospolitym i szczecinkolistnym Achillea setacea.